# Vitrashop
Die Vitrashop Holding GmbH ist eine ehemalige international ausgerichtete Gruppe von Unternehmen für Ladenbau mit Sitz in Weil am Rhein, Deutschland. Die Gruppe bestand aus den Unternehmen Visplay und Vizona, welche in der Planung und Einrichtung von Verkaufsräumen tätig waren, sowie Ansorg (Beleuchtung) und REGA Metallverarbeitung (Ladenbau). Zudem bestand eine 49-%-Beteiligung an der Rottmann GmbH in Weil am Rhein.

## Unternehmen
Die Unternehmen der Gruppe waren über Niederlassungen weltweit positioniert. Die wichtigsten Produktionsstandorte waren in Weil am Rhein und in Táborfalva in Ungarn.

## Konzernstruktur
Die Vitrashop wurde zum 31. Dezember 2015 aufgelöst. Der Lichtspezialist Ansorg blieb selbstständig neben Vitra bestehen. Die Unternehmen Visplay und Vizona gingen in der Vitra auf.
Die Vitrashop Holding GmbH war eine 100%ige Tochter der Vitrashop Holding Schweiz, einer Aktiengesellschaft nach Schweizer Recht mit Sitz in Muttenz, Kanton Basel-Landschaft, Schweiz.
Die deutsche Holding bestand aus folgenden Unternehmen:

### Ansorg
Die Ansorg GmbH Mülheim an der Ruhr bietet Leuchten und Lichtlösungen für den Einzelhandel an. Das Unternehmen entwickelt Leuchten, plant und realisiert Lichtkonzepte. Ansorg besitzt neben dem Hauptsitz weltweit in neun Ländern eigene Niederlassungen und weitere Vertriebspartner.

### Visplay
Visplay ist ein Unternehmen, das modulare Einrichtungssysteme für Innenräume entwickelt und produziert. Ursprünglich auf den Ladenbau spezialisiert, bietet Visplay heute auch flexible Lösungen für Arbeitsumgebungen an. Die Wurzeln des Unternehmens reichen bis ins Jahr 1934 zurück, als es begann, Display- und Schaufensterartikel herzustellen. Nach der Auflösung von Vitrashop Ende 2015 wurde Visplay in die Vitra-Struktur integriert und firmierte bis Ende 2018 als Vitra Retail Systems GmbH. Seit 2019 ist Visplay wieder als eigenständiges Unternehmen am Markt tätig. Neben dem Vertrieb über eigene Gesellschaften in mehreren Ländern ist Visplay durch ein globales Partnernetzwerk vertreten.

### Vizona
Vizona bot Ladenbaulösungen für Einzelhandels- und Dienstleistungsunternehmen an. Das Leistungsspektrum der Vizona umfasste die technische Konzeptentwicklung eines Ladens, den Prototypenbau, die Beschaffung und Produktion sowie Montage und Installation der Ladenmöbel. Die Vertriebsniederlassungen befanden sich Deutschland (Weil am Rhein und Langenfeld), Schweiz (Birsfelden), Frankreich (Paris), Großbritannien (Watlington), Niederlande (Ouderkerk).

### REGA Metallverarbeitung
Ein weiteres Unternehmen der Vitrashop-Gruppe war die REGA Metallverarbeitung.

## Geschichte
Vitrashop verbindet eine gemeinsame Geschichte mit Vitra. Die Wurzeln des Unternehmens reichen bis in das Jahr 1934 zurück, damals wurde das Unternehmen von Willi Fehlbaum (* 1914) gegründet. Er übernahm zunächst einen Ladenbaubetrieb in Birsfelden bei Basel und baute diesen zu einem Möbelbau-Unternehmen aus. Beide Geschäftsbereiche, Ladenbau und Möbelherstellung, agierten damals unter dem Namen Vitra. Nach Kriegsende wurden die Produktionsstätten nach Weil am Rhein in Deutschland verlagert. In den 1960er und 1970er Jahren wurde das Möbel-Programm weiter ausgebaut.
1984 wurden zwei selbständige Geschäftsbereiche gegründet: Ladenbau (Vitrashop) und Möbel (Vitra). 2001 entstanden aus Vitrashop die Unternehmen Visplay (Spezialist für modulare Einrichtungssysteme) und Vizona (Spezialist für kundenspezifische Ladenbaulösungen).
Seit 2005 war die Ansorg GmbH (Lichtlösungen) Teil der Vitrashop-Gruppe.

## Ladenbau
In Zusammenarbeit mit Architekten wurden Ladenbausysteme, Lichtlösungen und Full-Service-Lösungen an die Branchen-, Zielgruppen- und architektonischen Gegebenheiten angepasst und umgesetzt. Einrichtungskonzepte wurden u. a. in den Branchen Automobil, Food, Fashion, Sport, Bankwesen entwickelt.
So hatte beispielsweise Visplay die Philosophie Invisible Design geprägt, welches das Merchandising-Produkt des Retailers in den Vordergrund rückte.
Die Gruppe war für Kunden wie Esprit, Opel, Klammerth, Sony oder Karl Lagerfeld tätig.